# Vraconien
Le Vraconien (n7) est un sous-étage régional de la partie terminale de l'Albien, dernier étage stratigraphique du Crétacé inférieur. Il se termine il y a environ 100,5 Ma. Il est utilisé principalement en France dans le Bassin parisien et le Bassin du Sud-est.

## Statut
Breistoffer, suivi par d'autres, en fait un sous-étage avec deux zones ; pour Scholtz (1978) le Vraconien est plus simplement la zone terminale de l'Albien, avec deux sous-zones superposées.

## Situation
L'échelle des temps géologiques du BRGM le mentionne dans le Bassin parisien et dans le Bassin du Sud-est de la France, par exemple le calcaire de Sare (Pyrénées-Atlantiques).
On le trouve aussi dans le Haut Atlas marocain.

## Faciès, organismes inclus
Les sédiments du Vraconien sont des marnes blanches à plancton.
Dans le Haut Atlas marocain, ce sont les calcaires dolomitiques du Kéchoula.
Sa faune montre déjà des différences notables par rapport à celle des niveaux albiens sous-jacents, mais n'inclut aucune des formes typiques du Cénomanien inférieur. Plusieurs formes d'ammonites apparaissent, dont les vrais Pleurohoplites (en),.
Parmi les témoins majeurs du Vraconien, sont Planomalina buxtorfi et Rotalipora apenninica,,.